# Aeroplano de Villotrans
O Aeroplane de Villotrans, foi a primeira aeronave projetada e construída por Léon Levavasseur em 1903.

## Histórico
No início do século XX, Levavasseur não estava interessado em aviação enquanto cuidava de reorganizar o sistema elétrico da Argélia, na época propriedade de Jules Gastambide, que se tornou seu parceiro investidor, e assinou um contrato para a construção de uma aeronave em agosto de 1902. Em outubro daquele ano, ele iniciou um trabalho de três meses e 14 horas por dia no motor, auxiliado por seu cunhado Charles Wächter e os quatro irmãos Welféringer. O resultado foi um motor V8 de 82 hp e 100 kg. Depois disso, o general André, Ministro da Guerra, concedeu uma verba de 20.000 francos a título de "fundo secreto" para o desenvolvimento da sua primeira aeronave.
Em março de 1903, Levavasseur iniciou a construção da sua primeira máquina voadora numa oficina na rue du Bas Rogers em Puteaux. Depois de pronta, ela foi desmontada e transportada até Villotran, daí o nome atribuído a ela, e lá remontada em 14 de julho, com o auxílio dos irmãos Welféringer. O enorme monoplano tinha asas curvadas que se estendiam para a traseira formando uma cauda horizontal, sem leme ou fuselagem destacada; a estrutura era de madeira e metal e o perfil da asa era constituído por tecido esticado. O motor Antoinette de 80 hp entre as asas acionava duas hélices de quatro lâminas de 3,6 m de diâmetro cada uma. A hélice frontal girava a 800 rpm e a traseira a 1.000 rpm.
A aeronave era equipada com rodas de madeira de 25 cm de diâmetro que eram engatadas em trilhos de madeira com seção em "U", logo substituídos por trilhos de ferro. Nos testes, a cerca de 36 km/h, algum efeito de sustentação foi percebido, e em 29 de setembro de 1903, a máquina chegou a sair dos trilhos e sofreu danos, o piloto não se feriu: é possível que o Aeroplane of Villotrans tenha efetivamente efetuado alguns "saltos no ar". O piloto era Charles Wächter, que se sentava sob motor que por sua vez era montado no centro da aeronave na junção das asas; ironicamente, Wächter foi o piloto do primeiro avião projetado por Levavasseur e perdeu a vida na queda de um dos últimos.
Depois desses testes, Levavasseur abandonou o projeto e junto com Gastambide ele se concentrou no motor, então batizado de Antoinette, que foi usado na sequência com muito sucesso em automóveis e barcos. Entre 1904 e 1905, ele desenvolveu motores de 8, 26 e 32 cilindros (esse último apenas no papel), variando entre 24 e 100 hp.

## Especificação
Estas são as características do Antoinette I:
- Características gerais:
  - Tripulação: um
  - Comprimento: 15 m
  - Envergadura: 18 m
  - Área da asa: 108 m²
  - Motor: 1 x Antoinette 8V, um V8 refrigerado à água com cerca de ~80 hp.

## Imagens
- A estrutura interna do Aeroplane de Villotrans
- Três vistas do Aeroplane de Villotrans